# James Fenimore Cooper
James Fenimore Cooper (Burlington, 15 settembre 1789 – Cooperstown, 14 settembre 1851) è stato uno scrittore statunitense, molto prolifico e popolare nei primi anni del XIX secolo.

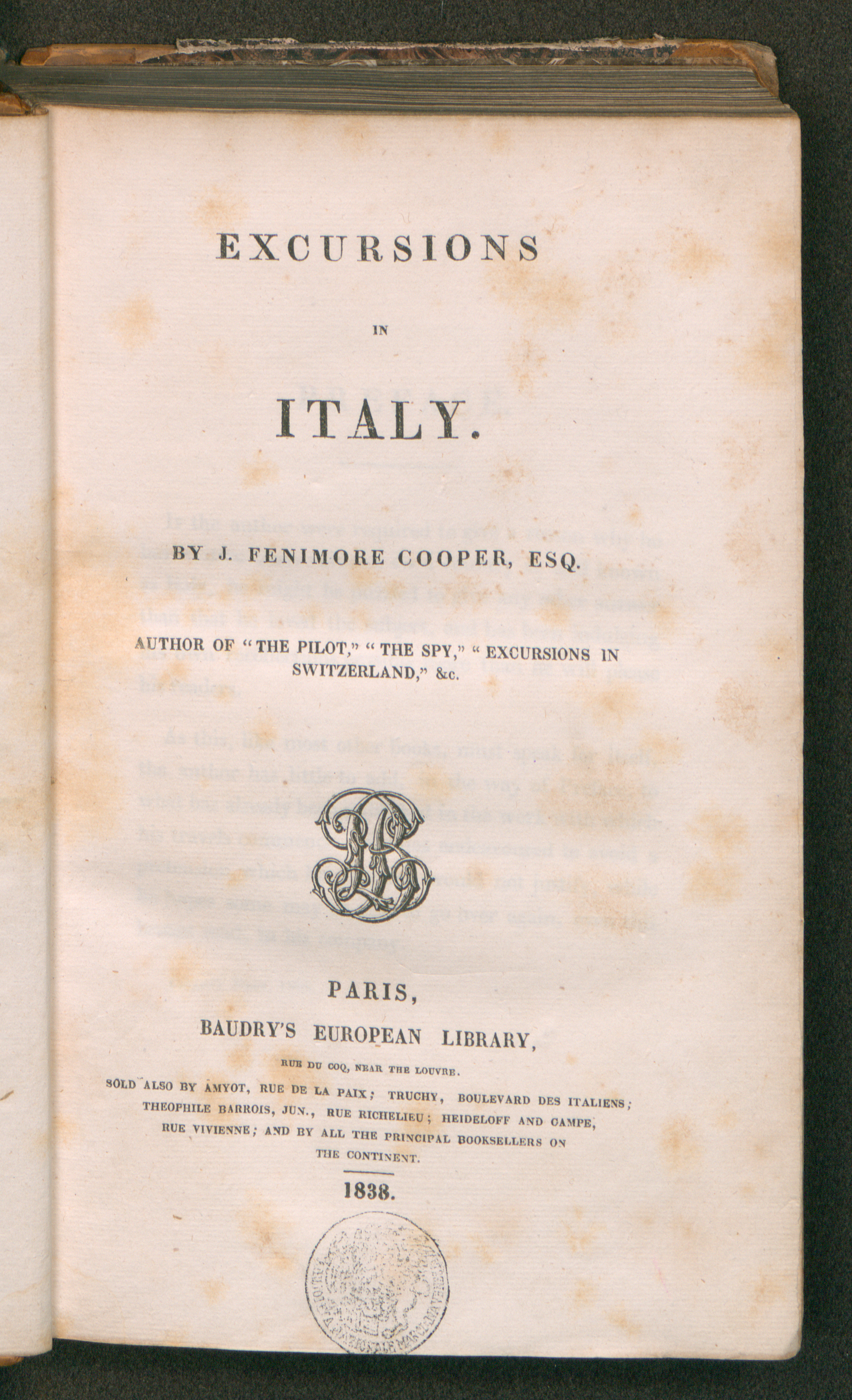
Excursion in Italy, 1838. Da BEIC, biblioteca digitale

È ricordato in particolare come romanziere, avendo scritto numerose storie di mare come pure romanzi storici, i cosiddetti Racconti di Calza-di-Cuoio (Leatherstocking Tales), che narravano la storia di un pioniere, la guida Natty Bumppo. Tra le sue opere più famose vi è il romanzo L'ultimo dei Mohicani, considerato da molti il suo capolavoro.

## La gioventù
Cooper nacque a Burlington, in New Jersey, il 15 settembre 1789, undicesimo figlio del giudice William e dodicesimo di Elizabeth Cooper. All'età di un anno, la sua famiglia si trasferì alla frontiera del lago Otsego, nello stato di New York, dove il padre fondò un insediamento in vasti territori ancora disabitati, creando quella che sarebbe diventata la città di Cooperstown nell'attuale Contea di Otsego. Il padre era giudice e membro del Congresso degli Stati Uniti d'America. James frequentò le scuole ad Albany e New Haven e tra il 1803 e il 1805 il College Yale. Pur essendo il più giovane studente, ne fu espulso, presumibilmente per condotta pericolosa (fece saltare in aria la porta della camera di un compagno) e per aver rubato del cibo. 
Tre anni dopo entrò nella Marina degli Stati Uniti d'America; ma dopo aver compiuto uno o due viaggi a bordo di un vascello mercantile per perfezionarsi nella navigazione, diventando luogotenente, sposò Susan Augusta de Lancey (l'unione fu celebrata a Mamaroneck, New York, il 18 maggio 1810) e nel 1811 rassegnò le dimissioni. Sua moglie apparteneva a una delle più illustri famiglie dello stato.
Il padre William morì nel 1810, quando James aveva vent'anni, ma l'eredità che lasciò al figlio influenzò la sua intera carriera. Quasi la metà dei romanzi di Cooper parlano della conquista della frontiera e ne I pionieri suo padre appare direttamente, nelle vesti del giudice Marmaduke Temple di Templeton.

## Carriera letteraria
Cooper si stabilì nella Contea di Westchester e nel 1820 terminò il suo primo libro, Precauzione, un romanzo di vecchia scuola. Questo fu seguito nel 1821 da La spia, che ebbe molto successo al momento della pubblicazione, I pionieri (1823), il primo della serie di Calza-di-Cuoio, e Il pilota (1824), un'audace e impetuosa storia di mare. L'opera successiva fu Lionel Lincoln (1825), fiacca e poco attraente, seguita nel 1826 dal famoso L'ultimo dei Mohicani, considerato da molti il vero capolavoro di Cooper. Allontanatosi dall'America per visitare l'Europa, pubblicò a Parigi La prateria (1826), e, nel 1828, Il corsaro rosso.
Durante questo periodo il talento altalenante di Cooper sembra aver raggiunto il suo apice. Eppure le opere prodotte furono di scarso valore letterario, The Wept of Wish-ton-Wish del 1829; Le Opinioni di un Viaggiatore Scapolo del 1828 e La Strega del Mare del 1830, uno dei suoi principali racconti marinareschi. Nel 1830 difese gli Stati Uniti con una serie di lettere pubblicate dal National, un giornale parigino, contro una serie di accuse sollevate dalla Revue Britannique, con la quale si scontrò sulla carta stampata per il resto della sua vita, a volte per spirito nazionalistico, a volte per motivi personali, altre ancora per entrambi i motivi.
L'opportunità di rendere pubbliche le sue opinioni nazionalistiche sembrano non solo aver rafforzato in lui le sue convinzioni, ma avrebbero ispirato in lui l'idea di esporle al pubblico grazie alla sua arte. I suoi tre successivi racconti, Il Bravo del 1831, Gli Heidenmauer del 1832 e Il Carnefice: ovvero l'Abbate di Vigneron del 1833, furono tutte espressioni dello spirito repubblicano di Cooper. Il Bravo ha come scenario Venezia che viene governata da una rozza oligarchia che si nasconde dietro la parvenza della "repubblica serenissima." Tutte e tre le opere vennero accolte con successo da un discreto numero di lettori da entrambi i versanti dell'Atlantico, sebbene Il Bravo subì una forte stroncatura da parte della critica letteraria statunitense. Archiviato il 19 ottobre 2006 in Internet Archive.

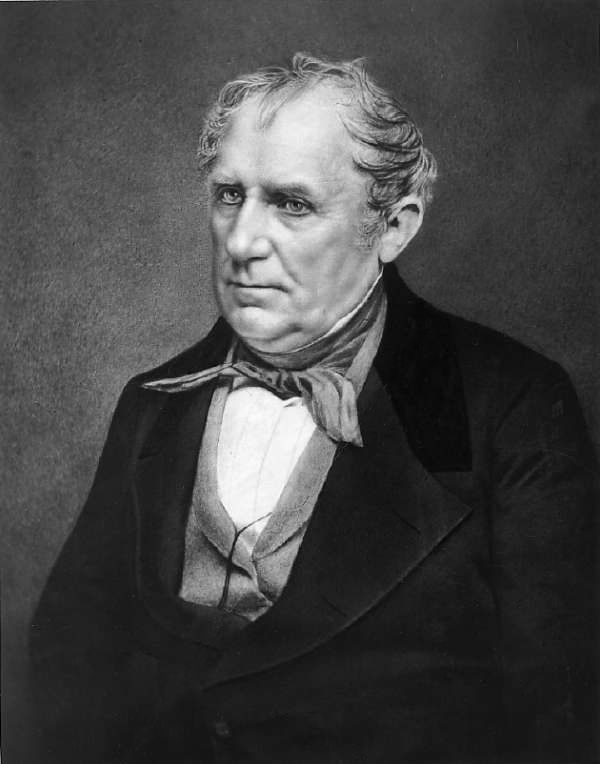
Fotografia di Mathew Brady, c.1850

Nel 1833 Cooper fece ritorno negli Stati Uniti d'America e pubblicò una Lettera ai miei Compatrioti, nella quale diede la sua versione della controversia nella quale era stato coinvolto e censurò aspramente quanti vi avevano preso parte. Questo attacco ebbe un seguito nel 1835 con I Monikin e Democratico Americano. In seguito scrisse resoconti sulle sue esperienze e sui suoi viaggi in Europa, tra i quali spicca l'opera L'Inghilterra del 1837, in tre volumi, nella quale dimostra una certa vanagloria e cattivo temperamento; di seguito scriverà Costretto al Ritorno e Come ho trovato la mia Patria nel 1838, notevoli per contenere un'alta idealizzazione della sua personalità.
Tutte queste opere tendevano ad accrescere il distacco tra l'autore e il suo pubblico; il Partito Whig scrisse articoli infuocati con attacchi virulenti contro i suoi giudizi, e Cooper subì una lunga sequela di citazioni per oltraggio. Dopo essere uscito vittorioso da tutti i processi, tornò al suo lavoro con il suo solito vigore raccogliendo nuovamente la popolarità. La Storia della Marina degli Stati Uniti del 1839, ebbe anche dei supplementi nel 1846 con una serie di Vite dei Celebri Ufficiali Navali Americani, a cui successe nel 1840 L'Esploratore una ottima continuazione della serie di Calza-di-Cuoio; insieme a Mercedes di Castiglia del 1840; Il Cacciatore di Cervi del 1841; I Due Ammiragli e Ali ed Ali del 1842; Wyandotte, Storia di un Fazzoletto da Tasca, e Ned Myers 1843; ed in ultimo Le Avventure di Miles Wallingford del 1844.
Dalle opere di pura fantasia, tuttavia, egli passò nuovamente alla combinazione di arte e controversia nella quale si era distinto così tante volte, e nei due Manoscritti di Poche Pagine (1845-1846) raggiunse uno stile molto vigoroso. La sua opera successiva fu Il Cratere, ovvero la Cima del Vulcano del 1847, nella quale tentò di introdurre un elemento sovrannaturale, alla quale seguì Il Buco nella Quercia e Jack Tier entrambi del 1848, quest'ultimo una curiosa rivisitazione del Pirata Rosso; seguirono poi Il Leone dei Mari del 1849; ed infine Le Vie dell'Ora (1850), l'ultima sua creazione.

## Gli ultimi anni

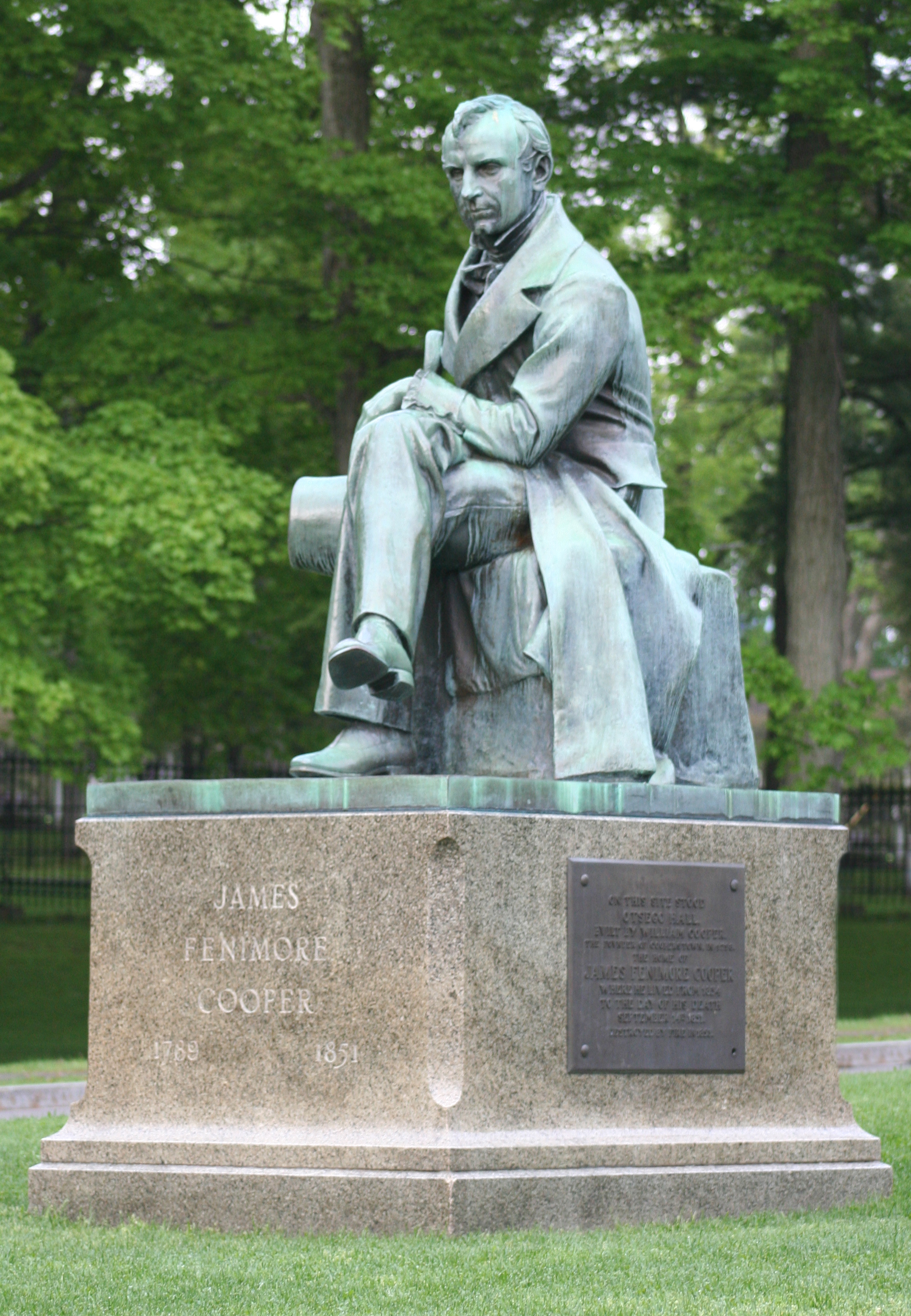
Statua di James Fenimore Cooper

Cooper trascorse il resto della sua vita a Cooperstown, nello stato di New York (che era stata dedicata a suo padre). Morì di idropisia il 14 settembre 1851. Poco dopo venne eretta una statua in suo onore.

## Fortuna
Cooper è stato sicuramente uno degli autori statunitensi più famosi del diciannovesimo secolo. I suoi racconti sono stati tradotti in quasi tutte le lingue europee e in alcune di quelle asiatiche. Honoré de Balzac nutriva una profonda ammirazione nei suoi confronti; Victor Hugo lo definì più grande del più grande maestro del romanzo moderno, e a questo giudizio si unì una moltitudine di lettori, incapaci di definire il loro scrittore prediletto se non "la risposta statunitense a Walter Scott". Da scrittore satirico e osservatore, egli è semplicemente il "Cooper che ha scritto sei volumi per dimostrare di essere bravo quanto il Signore", secondo il ritratto di Lowell; la sua enorme vanità e la sua irritabilità trovano sfogo in una specie di sorda violenza che eccede nella tediosità. Fu duramente criticato da Mark Twain, il cui malevolo e spassoso Fenimore Cooper's Literary Offences è tuttora largamente letto nei circoli accademici. Cooper è un romanziere che chiede attenzione. Le sue qualità non erano quelle del grande maestro della narrativa; ma possedeva un'immaginazione inesauribile e un'innata bravura a mescolare tra loro, con semplicità, un episodio spiacevole, una forza tragica che è nello stesso tempo genuina e potente e un considerevole talento narrativo.
La sua formazione letteraria fu scarsa; il suo vocabolario era limitato e il suo stile goffo e pretenzioso; amava moralizzare in modo trito e banale, cosa che sciupa i suoi passaggi migliori. In definitiva, tuttavia, ciascuno dei suoi trentatré romanzi possiede una certa dose di merito.
Nel 1856 il suo romanzo La spia fu messo in musica da Luigi Arditi negli anni in cui il compositore soggiornò negli Stati Uniti d'America. Fu la prima opera lirica di un compositore italiano, e una delle prime in assoluto, a essere basata su un testo statunitense.

## Opere
Romanzi e racconti
- Precaution, 1820 -
- The Spy, 1821
  - La spia Edizioni Mursia ISBN 9788842589716
  - L'agente segreto
- Tales for Fifteen: or Imagination and Heart, 1823
- The Pioneers: or The Sources of the Susquehanna 1823
  - I pionieri
  - Le sorgenti del Susquehanna
- The Pilot: A Tale of the Sea, (trad. it.: Il pilota, 1963), 1824
- Lionel Lincoln: or The Leaguer of Boston, 1825 -
- The Last of the Mohicans: A narrative of 1757, 1826
  - L'ultimo dei Mohicani p. 194 ISBN 9788842511946
- The Prairie, 1827
  - La prateria /L'ultima impresa di Occhio di falco
- The Red Rover, 1828
  - Il corsaro rosso
- The Wept of Wish-ton-Wish: A Tale, 1829
- The Water-Witch: or the Skimmer of the Seas, 1830
- The Bravo: A Tale, 1831 
  - Il Bravo di Venezia
  - Il Bravo
- No Steamboats (racconto), 1832
- The Heidenmauer: or, The Benedictines, A Legend of the Rhine, 1832
- The Headsman: The Abbaye des Vignerons, 1833
- The Monikins, 1835
- An Execution at Sea (racconto), 1836
- Homeward Bound: or The Chase: A Tale of the Sea, 1838
- Home as Found: Sequel to Homeward Bound, 1838
- The Pathfinder, or The Inland Sea, (trad. it.: Il pioniere / La staffetta / Il lago Ontario / Il suo nome era Lunga-Carabina / Il cercatore di piste / Avventura sull'Ontario / Il battitore), 1840
- Mercedes of Castile: or, The Voyage to Cathay, 1840
- The Deerslayer: or The First Warpath, 1841
  - Uccisore di daini
- The Two Admirals, 1842
- The Wing-and-Wing: Le Feu-Follet (Jack 'o Lantern), 1842
- Wyandotte: or The Hutted Knoll. A Tale, 1843 -
- Autobiography of a Pocket-Handkerchief,
  - Le Mouchoir: An Autobiographical Romance
  - The French Governess: or The Embroidered Handkerchief
  - Die franzosischer Erzieheren: oder das gestickte Taschentuch 1843 -
- Afloat and Ashore: or The Adventures of Miles Wallingford. A Sea Tale, 1844
- Miles Wallingford: Sequel to Afloat and Ashore, (titolo per l'edizione inglese: Lucy Hardinge), 1844
- Satanstoe: or The Littlepage Manuscripts, a Tale of the Colony, 1845
- The Chainbearer; or, The Littlepage Manuscripts, 1845
- The Redskins; or, Indian and Injin: Being the Conclusion of the Littlepage Manuscripts, 1846
- The Crater; or, Vulcan's Peak: A Tale of the Pacific (Mark's Reef), 1847
- Jack Tier: or the Florida Reefs (anche: Captain Spike: or The Islets of the Gulf), 1848
- The Oak Openings: or the Bee-Hunter, 1848
- The Sea Lions: The Lost Sealers, 1849
- Upside Down: or Philosophy in Petticoats (commedia), 1850
- The Ways of the Hour, 1850
- The Lake Gun, 1851

Saggi, Biografie e scritti politici
- 1828 Notions of the Americans: Picked up by a Travelling Bachelor;
- 1830 Letter to General Lafayette;
- 1834 A Letter to His Countrymen;
- 1838 The American Democrat: or Hints on the Social and Civic Relations of the United States of America;
- 1838 The Chronicles of Cooperstown;
- 1839 The History of the Navy of the United States of America;
- 1839 Old Ironsides;
- 1843 Richard Dale;
- 1843 Ned Myers: or Life before the Mast;
- 1844 Proceedings of the Naval CourtMartial in the Case of Alexander Slidell Mackenzie, &c;
- 1846 Lives of Distinguished American Naval Officers;
- 1851 New York: or The Towns of Manhattan;

Viaggi e memorie
- 1836 The Eclipse;
- 1836 Gleanings in Europe: Switzerland (Sketches of Switzerland);
- 1836 Gleanings in Europe: The Rhine (Sketches of Switzerland, Part Second);
- 1836 A Residence in France: With an Excursion Up the Rhine, and a Second Visit to Switzerland;
- 1837 Gleanings in Europe: France;
- 1837 Gleanings in Europe: England;
- Excursion in Italy, Baudry's European Library, 1838.
  -  Viaggio in Italia (1828-1830), traduzione di A. Neri, (Collana "Letteratura americana"), Pisa, Nistri Lischi, 1989, ISBN 9788883810701.

Le fonti per questa tabella includono:
- http://www.oneonta.edu/external/cooper/bibliography/works.html
- https://web.archive.org/web/20140823203150/http://www.kirjasto.sci.fi/jfcooper.htm
- https://web.archive.org/web/20060711111325/http://www.jamesfenimorecooper.com/
- https://web.archive.org/web/20061105181041/http://guweb2.gonzaga.edu/faculty/campbell/enl310/cooper.htm
- https://www.gutenberg.org/browse/authors/c

## Edizioni moderne di Cooper
- The Leatherstocking Tales, vol. 1, Blake Nevius, ed. (New York: The Library of America, 1985) ISBN 0-940450-20-8. Includes The Pioneers, The Last of the Mohicans, The Prairie.
- The Leatherstocking Tales, vol. 2, Blake Nevius, ed. (New York: The Library of America, 1985) ISBN 0-940450-21-6. Includes The Pathfinder and The Deerslayer.
- Sea Tales: The Pilot, The Red Rover, Kay Seymour House & Thomas Philbrick, eds. (New York: The Library of America, 1991) ISBN 0-940450-70-4